# Thyreus massuri
Thyreus massuri är en biart som först beskrevs av Radoszkowski 1893.  Thyreus massuri ingår i släktet Thyreus och familjen långtungebin. Inga underarter finns listade i Catalogue of Life.